# Gerard Heymans
Gerardus (Gerard) Heymans (Ferwerd, 17 april 1857 – Groningen, 18 februari 1930) was een Nederlands filosoof en psycholoog. Hij wordt gezien als een van de belangrijkste filosofen van Nederland en als de grondlegger van de Nederlandse psychologie. Het oprichten van het psychologisch laboratorium in 1892 wordt gemarkeerd als de start van de experimentele psychologie in Nederland. Vanaf 1890 was hij hoogleraar in de filosofie aan de Rijksuniversiteit Groningen (RUG) met als leeropdracht onder andere de zielkunde, een functie die hij tot 1928 vervulde. Ook was hij rector magnificus van de RUG in het collegejaar 1908-1909.

## Leven
Heymans werd geboren in Friesland als zoon van de gemeentesecretaris Jan Heijmans en zijn vrouw Sara Wijsman. Hij ging in Leeuwarden naar de HBS en studeerde daarna rechten en wijsbegeerte aan de Universiteit van Leiden waar hij lid was van het Leidsche Studenten Corps. In 1880 promoveerde hij in de staatswetenschappen. Daarna volgde hij wijsbegeerte aan de Universiteit van Freiburg waar hij in 1881 op promoveerde. In datzelfde jaar trouwde hij in Leiden met Anthonia Barkey. Hij kreeg werk als repetitor en daarna als privaatdocent in de wijsbegeerte aan de Universiteit van Leiden.
In 1890 werd Heymans benoemd als hoogleraar aan de faculteit Letteren en Wijsbegeerte aan de Universiteit van Groningen. Hij ging lesgeven in de wijsbegeerte en de zielkunde. Hij en zijn vrouw woonden eerst in een herenhuis aan de Stationsstraat in Groningen waar Heymans in 1892 zijn psychologisch laboratorium opzette. In 1894 gingen zij in de villa aan de Ubbo Emmiussingel wonen die ze hadden laten ontwerpen door H.P. Berlage. Van 1908-1909 was Heymans rector magnificus van de RUG. In zijn oratie schetste hij een toekomst van een psychologie met grote maatschappelijke waarde. In het jaar daarna, in 1910, overleed zijn vrouw Anthonia.
In 1909 kreeg Heymans de beschikking over een grote collegezaal en ruimte voor zijn laboratorium. Zijn colleges waren populair en trokken ook veel studenten van andere studies, hoogleraren en andere geïnteresseerden. Heymans heeft daarom zijn colleges ook wel eens twee keren moeten geven. Heymans bleef gedurende zijn academische carrière boeken en artikelen publiceren binnen verschillende vakgebieden van de filosofie en psychologie. In 1926 was hij voorzitter van het Internationaal Congres van Psychologie dat toen in Groningen werd gehouden. In 1927 ging Heymans met emeritaat. Drie jaar later stierf hij, nadat zijn gezondheid snel achteruit was gegaan. Hij is begraven op de Noorderbegraafplaats te Groningen.
Heymans onderhield veel goede vriendschappen, zo ook met andere hoogleraren. Hij maakte bijvoorbeeld regelmatig lange wandelingen met J. C. Kapteyn en was hij goede vrienden met Enno Wiersma, hoogleraar psychiatrie en neurologie, waarmee hij ook meerdere onderzoeken deed. Daarnaast ontvingen hij en zijn vrouw vaak bezoek en logees zoals Sebald Steinmetz en zijn vrouw die hij tijdens zijn studententijd in Leiden had leren kennen.
Heymans was lid van verschillende wetenschappelijke verenigingen. In 1900 werd hij lid van de Koninklijke Nederlandse Akademie van Wetenschappen (KNAW). Een jaar na de Eerste Wereldoorlog zei hij zijn lidmaatschap echter op, omdat hij vond dat de Akademie zich niet neutraal genoeg opstelde tegenover wetenschappers uit Duitsland en Oostenrijk. In 1919 werd Heymans de eerste voorzitter van de Studievereniging voor Psychical Research (SPR). Dit is de Nederlandse zustervereniging van de Society for Psychical Research die in 1882 in Groot-Brittannië werd opgericht. Hij trok zich echter een paar jaar later terug, omdat er naar zijn mening binnen de vereniging te weinig belangstelling was voor wetenschappelijk onderzoek.
Heymans genoot als psycholoog ook in het buitenland ruime waardering. Hij kreeg veel aanbiedingen van binnen- en buitenlandse universiteiten, waaronder uit Bonn en Berlijn. Hij ontving diverse onderscheidingen. Hij was Commandeur in de Orde van Oranje Nassau en erelid van The British Psychological Society.

## Werk en denken

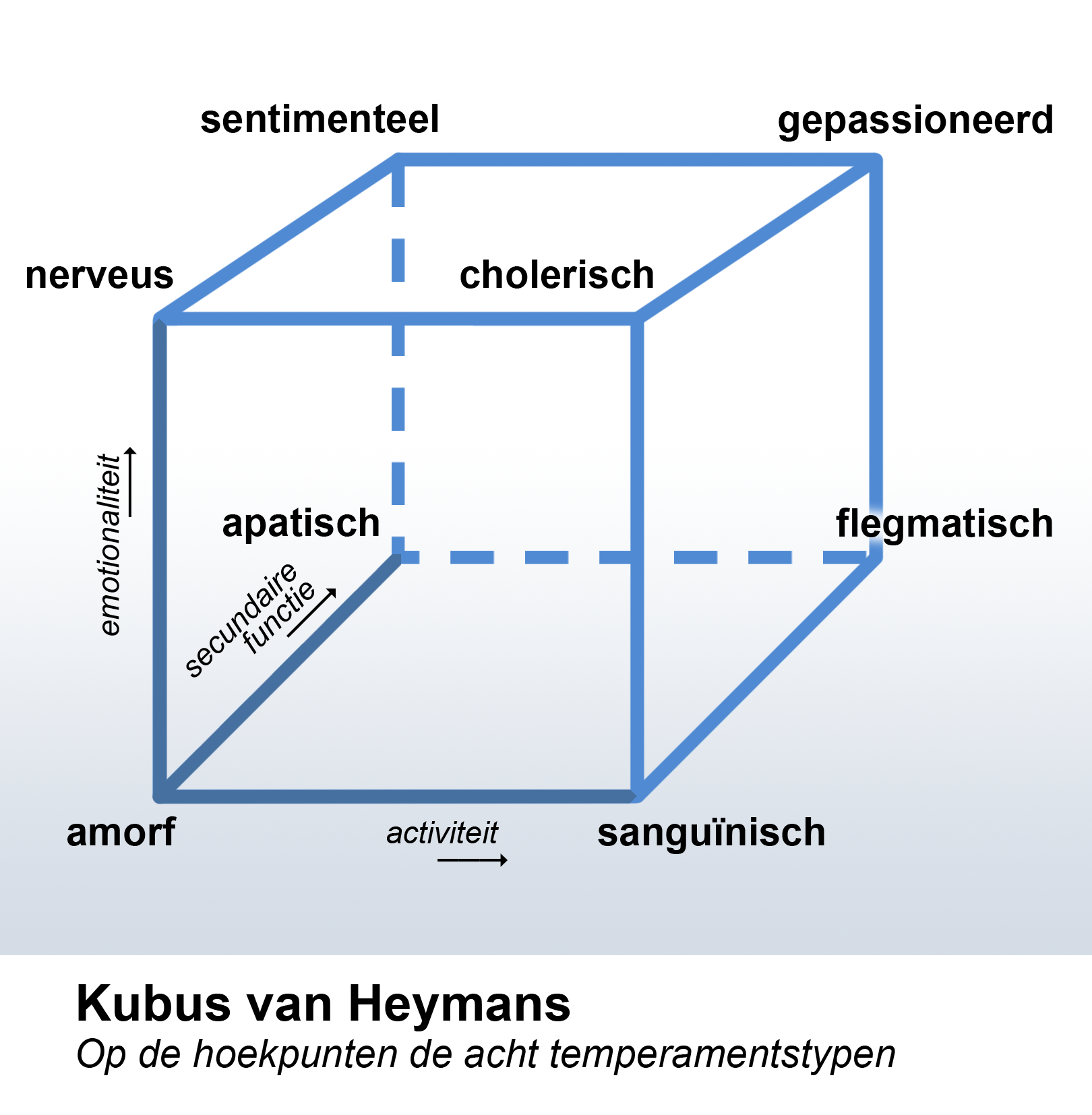
Figuur 1.

Heymans publiceerde boeken en essays en schreef in De Gids over uiteenlopende onderwerpen. Ook zijn proefschrift verscheen hierin.

### Filosofie
Heymans wilde een filosofisch systeem opbouwen dat gebaseerd was op een empirische methode. Bij zijn aanstelling als hoogleraar gaat hij dan ook in op het experiment in de filosofie. Feiten moeten het startpunt zijn voor filosofische analyses. Hij dacht niet dat alles uit de ervaring kon worden afgeleid, zoals bijvoorbeeld logische wetten.[[Bestand:De opstelling voor parapsychologisch onderzoek door Heymans.jpg|miniatuur|Figuur 2. Opstelling voor het parapsychologisch onderzoek door Heymans]]

#### Psychisch monisme
Heymans hield zich ook bezig met filosofie van de geest. Zijn boek Einführung in die Metaphysik gaat over het lichaam-geest probleem. Heymans stelde een vorm van psychisch monisme voor: de werkelijkheid bestaat uit de geest. Dit is in tegenstelling tot materialistisch monisme dat ervan uitgaat dat alles uiteindelijk uit materie bestaat. Heymans'  theorie is vergelijkbaar met panpsychisme en hij werd hierbij beïnvloed door Gustav Fechner. Heymans beargumenteerde dat alles onderdeel is van één Wereldbewustzijn en dat alles met elkaar verbonden is. Ook hier ging Heymans uit van de mogelijkheid om het bewustzijn met de empirische methode te onderzoeken. Zijn boek werd goed ontvangen onder het grotere publiek en andere filosofen. William James noemde het bijvoorbeeld "a masterpiece of clear composition".

### Psychologie
Heymans was aangesteld als hoogleraar om les te geven in de geschiedenis van de wijsbegeerte, logica, metafysica, ethica, esthetica, en de zielkunde. Heymans zelf gebruikte liever de term psychologie wanneer hij het over zielkunde had.

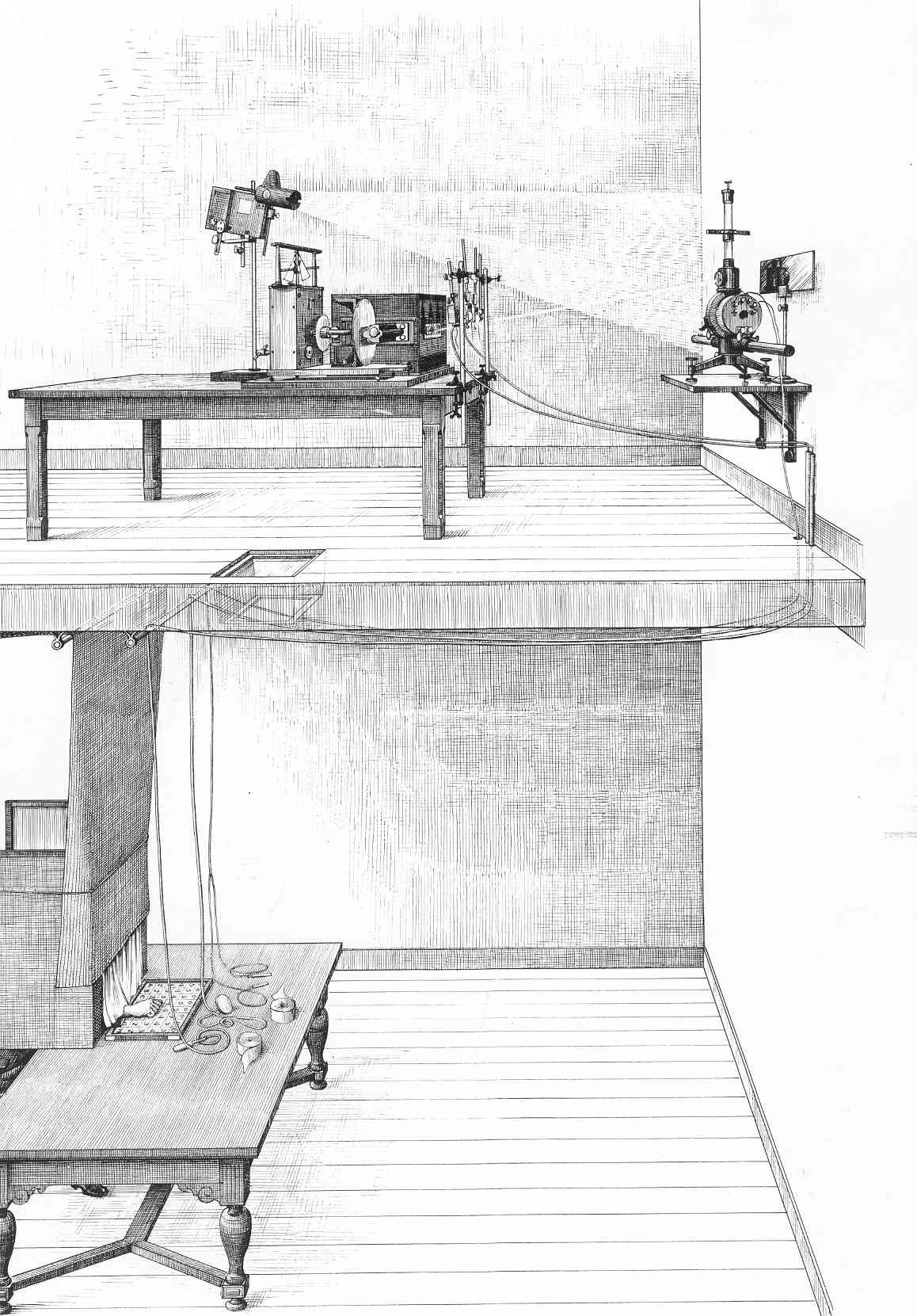
Figuur 2. Opstelling voor parapsychologisch onderzoek

#### Algemene psychologie
Heymans vergeleek psychologie vaak met de natuurkunde. Hij was ervan overtuigd dat voor psychologie ook wetten geformuleerd konden worden en deed daarom veel onderzoek naar algemene psychologische processen. Hij werd hierin sterk beïnvloed door de psychologie in Duitsland. Heymans begon dan ook met onderzoek naar psychische remming. Een voorbeeld hiervan is dat als je lichte pijn hebt in je linkerarm, maar dan een ergere pijn voelt in je rechter, wordt de pijn in je linkerarm verstomd. Hij baseerde zijn onderzoek op eerdere resultaten van Weber en Fechner.
Heymans deed ook veel onderzoek naar visuele illusies. De bekendste voorbeelden zijn de Müller-Lyer en de Zöllner illusie. Door hier experimenteel onderzoek naar te doen wilde hij de verschillende verklaringen van andere psychologen en die van hemzelf testen. Hij ontwierp verschillende opstellingen waarbij proefpersonen moesten aangeven wanneer zijn dachten dat de lijnen even lang (Müller-Lyer) of evenwijdig (Zöllner) waren. Hij publiceerde beide onderzoeken, naar illusies en remming, in het Zeitschrift für Psychologie.

#### Speciale psychologie
Waar algemene psychologie zich richt op algemeen geldende psychologische processen, richt speciale psychologie (of differentiële psychologie) zich op de verschillen tussen mensen. Ook hier, in de persoonlijkheidspsychologie, heeft Heymans een grote invloed gehad. Eysenck, een Britse persoonlijkheidspsycholoog, noemde hem daar bijvoorbeeld de grondlegger van. Heymans was namelijk de eerste psycholoog die een typologie, een classificatie van persoonlijkheidstypes, baseerde op empirisch onderzoek. Deze typologie wordt ook wel de Kubus van Heymans genoemd (zie figuur 1). Deze bestaat uit acht types op basis van drie verschillende dimensies. Heymans baseerde zijn typologie op de door hem doorgespitte biografieën van bekende personen, zoals Goethe en Napoleon, en op enquêteonderzoek.

### Parapsychologie
Eind negentiende, begin twintigste eeuw, was er binnen de psychologie ook veel interesse naar parapsychologie (toen psychical research). Bekende psychologen zoals William James, Alfred Binet, Francis Galton en ook Heymans hadden hier interesse in of deden er onderzoek naar. Tussen 1920 en 1923 heeft Heymans onderzoek gedaan naar telepathie met de student Van Dam als proefpersoon. Figuur 2 laat de proefopstelling zien, waarbij Van Dam achter het gordijn zat en signalen moest opvangen van de proefleider die in zijn gedachten de hand van de proefpersoon leidde. Dit experiment is herhaald door het televisieprogramma Jekels Jacht, gepresenteerd door Diederik Jekel en uitgezonden door de NTR.  

## Psychologisch laboratorium

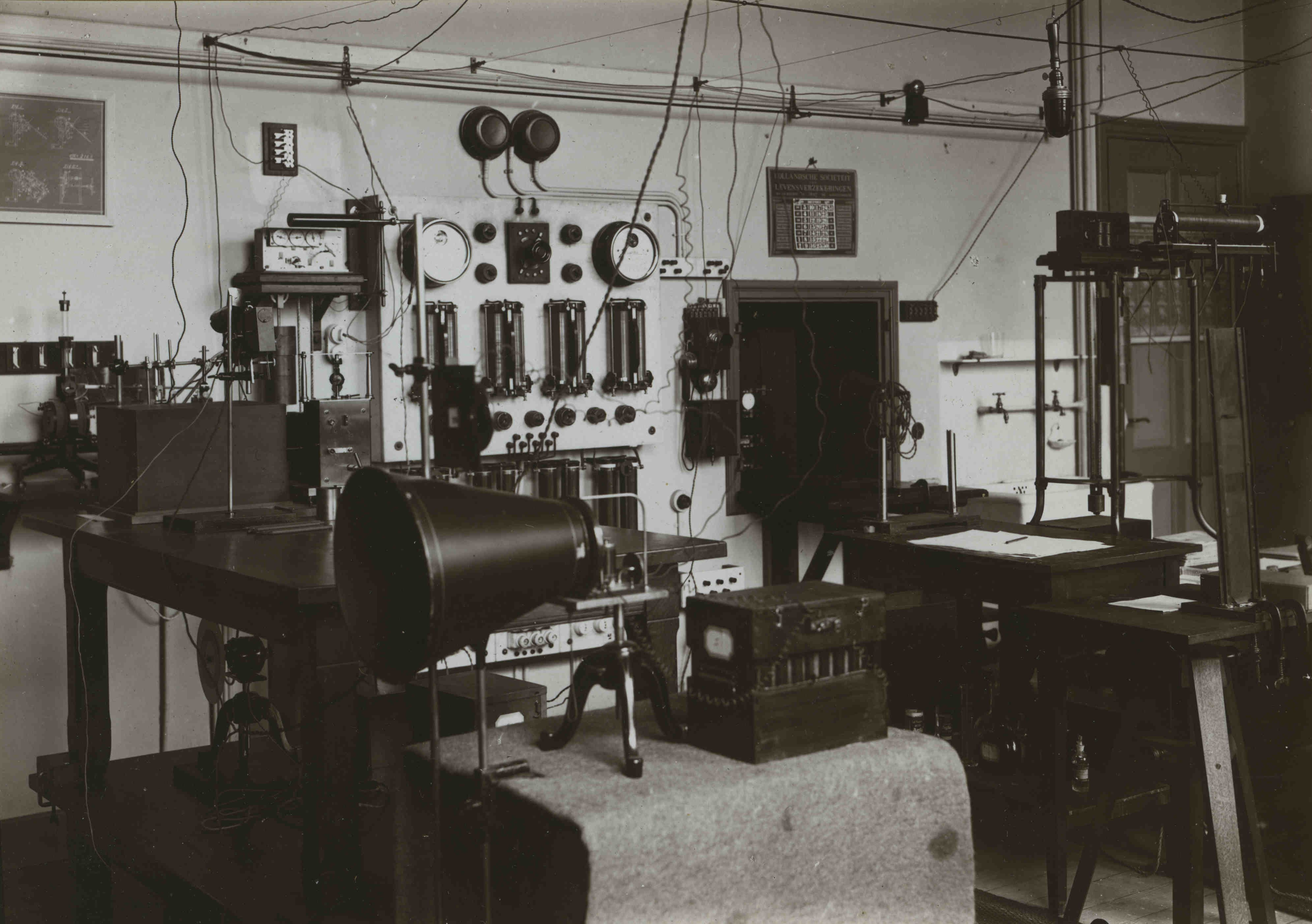
Figuur 3. Het psychologisch laboratorium van Heymans in 1923

Het psychologisch laboratorium van Heymans begon in 1892 als kamer in zijn huis aan de Stationsstraat. Voor de bouw van de villa aan de Ubbo Emmiussingel werd rekening gehouden met het laboratorium. De ruimte lag aan de waterkant en had extra dikke muren om zoveel mogelijk geluid tegen te houden. Tot 1909 voerde Heymans hier zijn experimenten uit met zijn vrouw als belangrijkste proefpersoon. Voor zijn experimenten heeft Heymans een grote collectie aan apparaten gekocht of laten maken. Ze waren in eerste instantie gekocht voor educatie en demonstraties en waren ook bedoeld om psychologieonderwijs aantrekkelijk te maken. De meeste van deze apparaten waren bedoeld voor onderzoek naar zintuiglijke waarneming.
Toen het Academiegebouw in 1906 grotendeels door brand was verwoest, werden er snel plannen gemaakt voor een nieuw gebouw. In dit nieuwe gebouw zou ook ruimte beschikbaar komen voor het laboratorium van Heymans. De ruimte die Heymans tot zijn beschikking kreeg, bestond uit een grote collegezaal en vier werklokalen. Een van die lokalen was speciaal ingericht voor visuele en auditieve experimenten. Er werden nu ook meer practica gegeven en studenten konden experimenten repliceren en meedoen als proefpersoon.
In 1927 gaf Heymans de leiding over aan zijn voormalige lab-assistent en op dat moment lector pedagogiek Henri Brugmans. Tot 1956 zat het lab in het Academiegebouw van de RUG.

## Publicaties
Heymans heeft in zijn leven veel artikelen geschreven en meerdere boeken. Zijn bekendste boeken zijn:
- 1905. Einführung in die Metaphysik
- 1909. De toekomstige eeuw der psychologie. Rede uitgesproken bij de overdracht van het rectoraat van de RUG
- 1914. De oorlog en de vredesbeweging
- 1914. Einführung in die Ethik auf Grundlage der Erfahrung
- 1915. Die Gesetze und Elemente des wissenschaftlichen Denkens, Ein Lehrbuch der Erkenntnistheorie in Grundzügen
- 1915. Het psychisch monisme

## Vernoemd

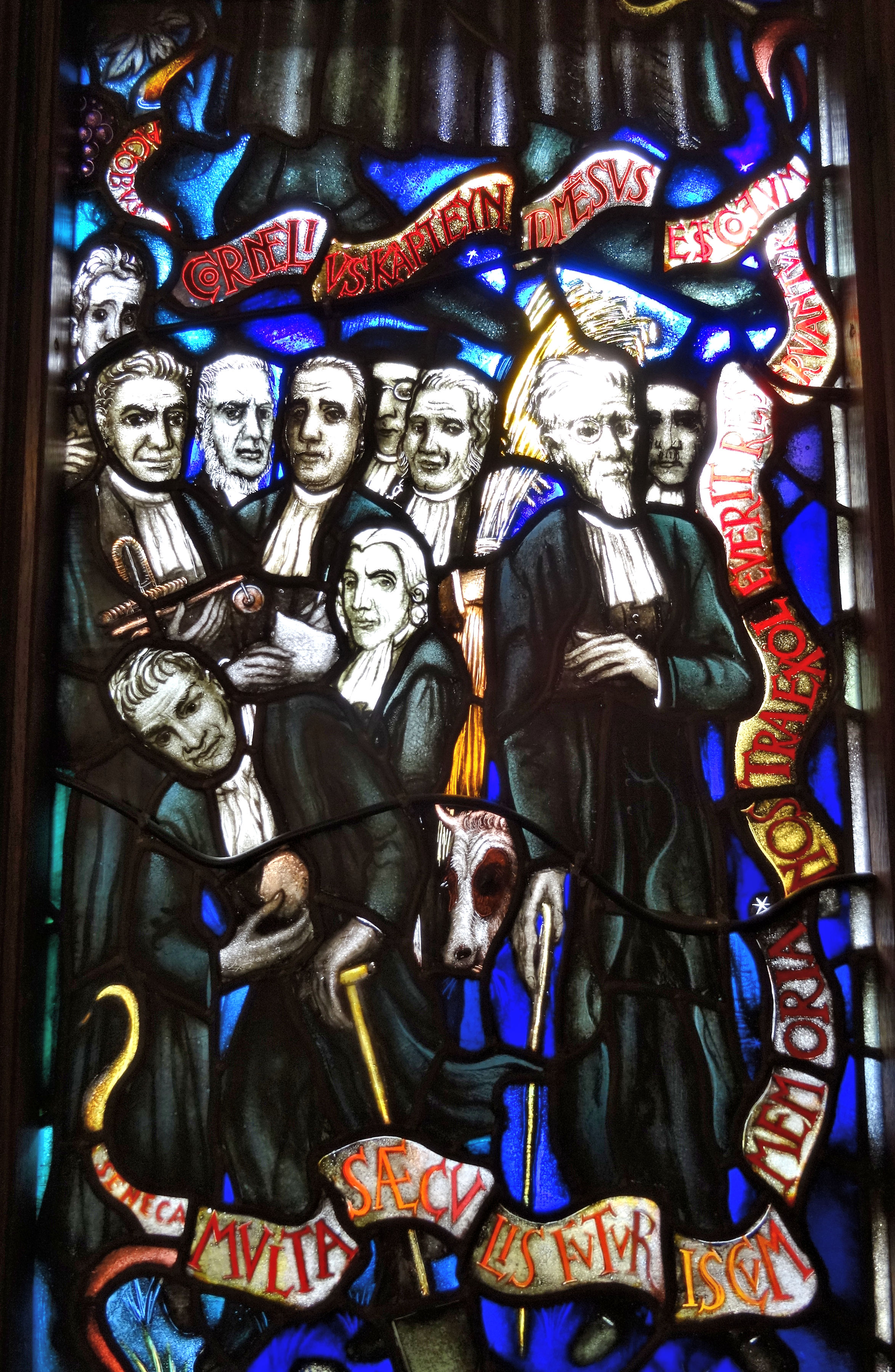
Figuur 4. Gedenkraam van het Academiegebouw van de RUG met Gerard Heymans rechts op de voorgrond

Vooral in Groningen wordt erkenning gegeven aan Heymans en is er veel naar hem vernoemd, zoals:
- Het Heymansgebouw van de RUG dat gebruikt wordt als het hoofdgebouw voor psychologie
- Het Heymans Instituut waaronder het psychologisch onderzoek aan de RUG wordt gedaan[24]
- De Heymanszaal in het Academiegebouw van de RUG
- De Heymanslaan (ook in Rotterdam is een straat naar Heymans vernoemd)

- Biografisch Portaal: 40999911
- Digitale Bibliotheek voor de Nederlandse Letteren: heym005
- Gemeinsame Normdatei: 116792949
- International Standard Name Identifier: 0000 0000 8157 8664
- Library of Congress Control Number: n84091094
- Nationale Bibliotheek van Tsjechië: nlk20000088998
- Nationale bibliotheek van Australië: 35351445
- Nationale Bibliotheek van Israël: 987007262664105171
- Nederlandse Thesaurus van Auteursnamen: 069623031
- SNAC: w6jw95dm
- Système universitaire de documentation: 081539800
- Trove: 921963
- Virtual International Authority File: 77076852
- WorldCat: E39PBJjXcRM4FxjrwCvgmX7rbd